# Justyn Widuch

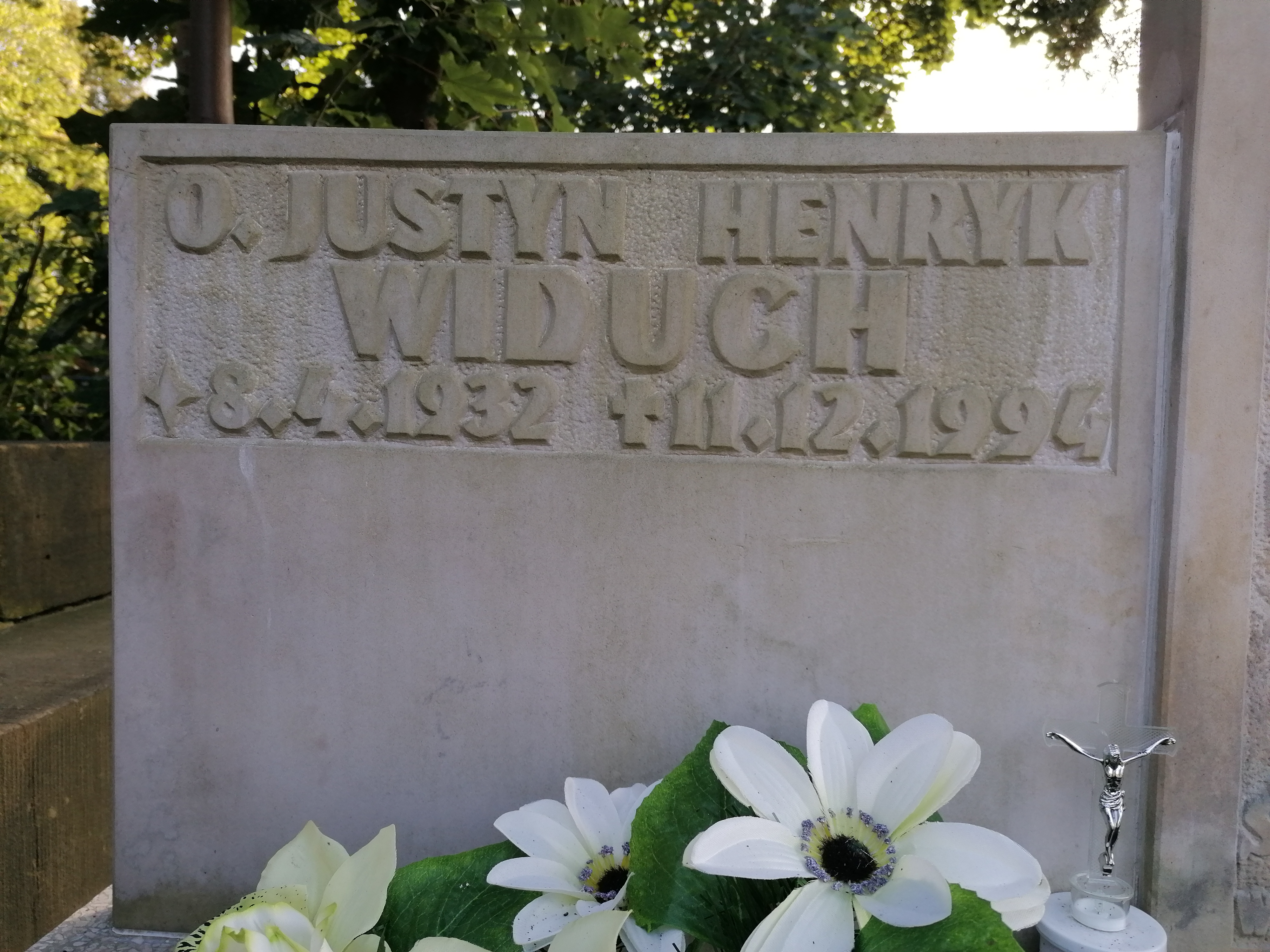
Nagrobek w Ligocie

Justyn Henryk Widuch OFM (ur. 8 kwietnia 1932 w Ochojcu, zm. 11 grudnia 1994 w Katowicach) – polski prawnik, doktor prawa kanonicznego, kapłan franciszkanin.

## Życiorys
Henryk Widuch urodził się w Ochojcu (obecnie dzielnica Katowic) 8 kwietnia 1932 roku. Na przełomie 1945–1946 uczęszczał do Prywatnego Katolickiego Gimnazjum Męskiego im. św. Jacka w Katowicach. Od 1946 roku kontynuował naukę w Niższym Seminarium Franciszkanów w Nysie. Po zdaniu matury wstąpił do nowicjatu franciszkanów Prowincji Wniebowzięcia NMP w klasztorze w Kobylinie, podczas obłóczyn 15 września 1949 roku przyjął imię zakonne Justyn. Pierwsza profesję złożył na ręce prowincjała Tytusa Semkło 16 września 1950 roku. Studia filozoficzne odbył prowincjalnym studium filozoficznym w klasztorze w Opolu w latach 1950–1952, zaś teologiczne w studium teologicznym klasztorze w Panewnikach w latach 1952–1955. Uroczystą profesję zakonną złożył na ręce prowincjała o. Tytusa Semkło 15 września 1953 roku. W 1954 roku wziął udział w specjalnym kursie duszpasterstwa głuchoniemych. Święcenia kapłańskie przyjął z rąk bpa Bernarda Czaplińskiego w kościele w Panewnikach 9 kwietnia 1955 roku.
O. Justyn pracował jako duszpasterz parafialny w następujących placówkach: parafia franciszkanów w Rybniku (1955–1959), klasztor w Poznaniu (1959–1960, jako misjonarz ludowy), klasztor w Opolu (1960–1961, pomoc w parafii w Zimnnicach Wielkich). Od 1961 roku był wikariuszem parafialnym w Panewnikach. W latach 1965–1994 był proboszczem parafii panewnickiej. Jako proboszcz rozpoczął praktykę nabożeństw Drogi Krzyżowej na Panewnickiej Kalwarii. W latach 1969–1975 i 1986–1991 był członkiem diecezjalnej rady kapłańskiej. Uczestniczył też jako członek w pracach: diecezjalnej rady duszpasterskiej, komisji II Synodu Plenarnego oraz trybunału w sprawie beatyfikacji Sługi Bożej Matki Laury Meozzi.
W latach 1965–1968 pełnił urząd definitora prowincjalnego. W latach 1971–1992 był prowincjalnym sekretarzem do spraw ewangelizacji misyjnej. W 1980 roku odwiedził misjonarzy w Boliwii. Minister generalny John Vaughn mianował o. Widucha odpowiedzialnym z ramienia zakonu za fundację franciszkańską w obrządku bizantyjsko-ukraińskim na terenie Ukrainy. Prowincja podjęła wówczas rozmowy z biskupem bizantyjsko-ukraińskim w Tarnopolu i powstał pierwszy klasztor nowej fundacji. Od 1991 do 1992 o. Widuch pełnił obowiązki gwardiana klasztoru w Panewnikach.
W 1981 roku o. Widuch, będąc proboszczem parafii w Katowicach-Panewnikach, odprawił mszę św. pogrzebową i ceremonie śp. Józefa Czekalskiego, jednego z zastrzelonych pod Kopalnią „Wujek” górników. Według świadectwa o. Damiana Szojdy, o. Widuch był przed pogrzebem nachodzony przez pracowników służb państwowych, którzy chcieli wymóc rezygnację z publicznych ceremonii i ograniczenie się tylko do cichego poświęcenia grobu. Proboszcz miał wyprowadzić jednego z tajniaków na furtę, trzymając go za kołnierz, za co spotykał się później z odmowami władz, np. przy ustalaniu trasy procesji Bożego Ciała. Termin pogrzebu był ogłaszany z ambony. Odbył się 21 grudnia o godz. 13.00. O. Widuch osobiście przewodniczył ceremonii, wygłaszając w bazylice wypełnionej wiernymi patriotyczne kazanie. Bliscy rannych górników, oczekujący na wieści z pobliskich szpitali, nocowali w klasztorze, a franciszkańscy klerycy już 16 grudnia oddawali krew.
W latach 1978–1984 zakonnik studiował zaocznie prawo kanoniczne na Katolickim Uniwersytecie Lubelskim. W 1984 roku obronił pracę doktorską napisaną pod kierunkiem ks. prof. dra hab. Edmunda Przekopa: Ekumeniczny Patriarchat do Soboru Konstantynopolitańskiego (869–870). O. Widuch był wykładowcą w Wyższym Seminarium Duchownym Braci Mniejszych w Panewnikach oraz w kulowskim Eksternistycznym Studium Teologicznym w Katowicach. Pełnił funkcję kapelana Stowarzyszenia Rodzina Katyńska w Katowicach.
O. Widuch zmarł w Katowicach 11 grudnia 1994 roku. Został pochowany w kwaterze zakonnej na cmentarzu komunalnym przy ul. Panewnickiej w Katowicach.

## Opracowania naukowe
- Ekumeniczny patriarchat do IV Soboru Konstantynopolitańskiego (869–870): studium historyczno-prawne. Lublin: Katolicki Uniwersytet Lubelski. Wydział Prawa Kanonicznego, 1984. Brak numerów stron w książce (pars disseratiionis)
- Konstantynopol stolicą ekumenicznego patriarchatu: 325–870. Katowice: Księgarnia Św. Jacka, 1988, seria: Studia z Prawa Kościelnego. ISBN 83-7030-009-X. Brak numerów stron w książce[4]

## Upamiętnienie
W 1998 roku decyzją Rady Miejskiej Katowic imieniem o. Justyna Widucha nazwany został plac znajdujący się w dzielnicy Ligota-Panewniki (u zbiegu ulic Franciszkańskiej i Emerytalnej).